# Reduto do Rio Formoso
O Reduto do Rio Formoso localiza-se à margem direita, cerca dois quilômetros acima da foz do rio Formoso, entre os povoados da barra do rio Formoso e da Pedra, no litoral do atual estado de Pernambuco, no Brasil.

## História
No contexto da segunda das invasões holandesas do Brasil (1630-1654), foi erguido como um reduto de campanha em 1632 por Matias de Albuquerque (1590-1647), com a função estratégica de defesa daquele ancoradouro (GARRIDO, 1940:73).
Guarnecida por vinte homens sob o comando do Capitão Pedro de Almeida Albuquerque, e artilhada com duas peças, resistiu a três assaltos por um destacamento neerlandês, sob o comando de Sigismund van Schkoppe. Foi finalmente conquistada no quarto assalto, a 7 de Fevereiro de 1633, quando dezoito dos seus defensores já estavam mortos, e o seu capitão, juntamente com seu primo Jerônimo de Albuquerque, gravemente feridos. Os atacantes computaram oitenta baixas (op. cit., p. 73-74).
O Instituto Arqueológico, Histórico e Geográfico Pernambucano, no início do século XX, fez erigir um monumento, com a inscrição:
"Aqui, ao mando de Pedro de Albuquerque, vinte intrépidos guerreiros, a 7 de fevereiro de 1633, repeliram quatro ataques de seiscentos holandeses, produzindo-lhe a perda de oitenta homens. Intimados a capitular, preferiram morrer pela integridade da Pátria. Nunca soldados cumpriram melhor o seu dever." (op. cit., p. 74)
SANTOS et alii (2002) referem esta estrutura como Forte do rio Formoso, no mesmo contexto, tendo sido conquistada por forças neerlandesas, graças ao auxílio de Domingos Fernandes Calabar (1609-1635), cerca de 1632, quando também se teriam apoderado da Vila de Igaraçú, da ilha de Itamaracá e da vila de Goiana.